# Rubus buescherianus
Rubus buescherianus är en rosväxtart som beskrevs av G.H.Loos. Rubus buescherianus ingår i släktet rubusar, och familjen rosväxter. Inga underarter finns listade i Catalogue of Life.